# Rajon Kramatorsk
Der Rajon Kramatorsk (ukrainisch Краматорський район/Kramatorskyj rajon; russisch Краматорский район/Kramatorski rajon) ist ein ukrainischer Rajon mit etwa 550.000 Einwohnern. Er liegt in der Oblast Donezk und hat eine Fläche von 5186 km², der Verwaltungssitz befindet sich in der namensgebenden Stadt Kramatorsk.

## Geographie
Der Rajon liegt im Norden der Oblast Donezk und grenzt im Norden und Nordwesten an den Rajon Isjum (in der Oblast Charkiw gelegen), im Nordosten an die Rajon Swatowe und Rajon Sjewjerodonezk (in der Oblast Luhansk gelegen), im Osten an den Rajon Bachmut, im Südosten an den Rajon Horliwka, im Süden an den Rajon Pokrowsk, im Südwesten an den Rajon Synelnykowe (in der Oblast Dnipropetrowsk) sowie im Westen an den Rajon Losowa (Oblast Dnipropetrowsk).

## Geschichte
Ein Vorgängerrajon bestand bereits von 1923 bis 1932.
Der Rajon entstand am 17. Juli 2020 im Zuge einer großen Rajonsreform durch die Vereinigung der Rajone Kostjantyniwka, Lyman, Oleksandriwka und Slowjansk sowie der bis dahin unter Oblastverwaltung stehenden Städte Kostjantyniwka, Lyman und Slowjansk.

Rajon Kostjantyniwka bis Juli 2020
Rajon Lyman bis Juli 2020
Rajon Oleksandriwka bis Juli 2020
Rajon Slowjansk bis Juli 2020
Rajonsgebiet ab Juli 2020

## Administrative Gliederung
Auf kommunaler Ebene ist der Rajon in 12 Hromadas (7 Stadtgemeinden, 3 Siedlungsgemeinden und 2 Landgemeinden) unterteilt, denen jeweils einzelne Ortschaften untergeordnet sind.
Zum Verwaltungsgebiet gehören:
- 7 Städte
- 25 Siedlungen städtischen Typs
- 182 Dörfer
- 21 Ansiedlungen

Die Hromadas sind im Einzelnen:
- Stadtgemeinde Druschkiwka
- Stadtgemeinde Kostjantyniwka
- Stadtgemeinde Kramatorsk
- Stadtgemeinde Lyman
- Stadtgemeinde Mykolajiwka
- Stadtgemeinde Swjatohirsk
- Stadtgemeinde Slowjansk
- Siedlungsgemeinde Nowodonezke
- Siedlungsgemeinde Oleksandriwka
- Siedlungsgemeinde Tscherkaske
- Landgemeinde Andrijiwka
- Landgemeinde Illiniwka